# Мијацум
Мијацум („уједињење”; јерм. Միացում) био је концепт и слоган током Карабашког покрета, крајем 1980-их и почетком 1990-их, који је довео до Првог рата за Нагорно-Карабах 1992–1994. године.
Идеја је настала међу Јерменима који су били незадовољни што је та област, насељена претежно јерменским становништвом, остала под влашћу Азербејџана. Од 1970-их, уз подршку првог секретара Централног комитета Комунистичке партије Азербејџанске ССР, Хејдара Алијева, била је спровођена политика насељавања НКАО Азерима. Погроми Јермена у Сумгајиту и Бакуу само су погоршали ове трендове, што је довело до војних сукоба између трупа Републике Азербејџан и Одбрамбених снага Нагорно-Карабаха (Арцаха).